# Václav Ignác Vratislav z Mitrovic
Václav Ignác (Hynek) hrabě Vratislav z Mitrovic (německy Wenzel Ignaz Graf Wratislaw-Mitrowicz, 22. září 1645 – 14. května 1727 Praha) byl český šlechtic z vedlejší turecké větve rodu Vratislavů z Mitrovic.

## Život
Narodil se v 22. září 1645 jako syn svobodného pána Adama Leopolda a jeho manželky Evy svobodné paní Vrábské z Vrábí. Křestní jméno Ignác se v německém přepisu objevuje jako Ignaz, případně jako Heinrich, v české variantě Hynek / Hynko. Měl sestru Kateřinu Barboru (* 1640).
Vstoupil do státních a diplomatických služeb a do politiky. Dosáhl hodnosti komorního rady pro České království a poté se stal tajným radou císaře Josefa I. Jako diplomat sloužil u dvorů v Polsku a Prusku a účastnil se jednání o hranicích mezi Čechami, Falcí a Bavorskem v letech 1690, 1692, 1698 a 1709.

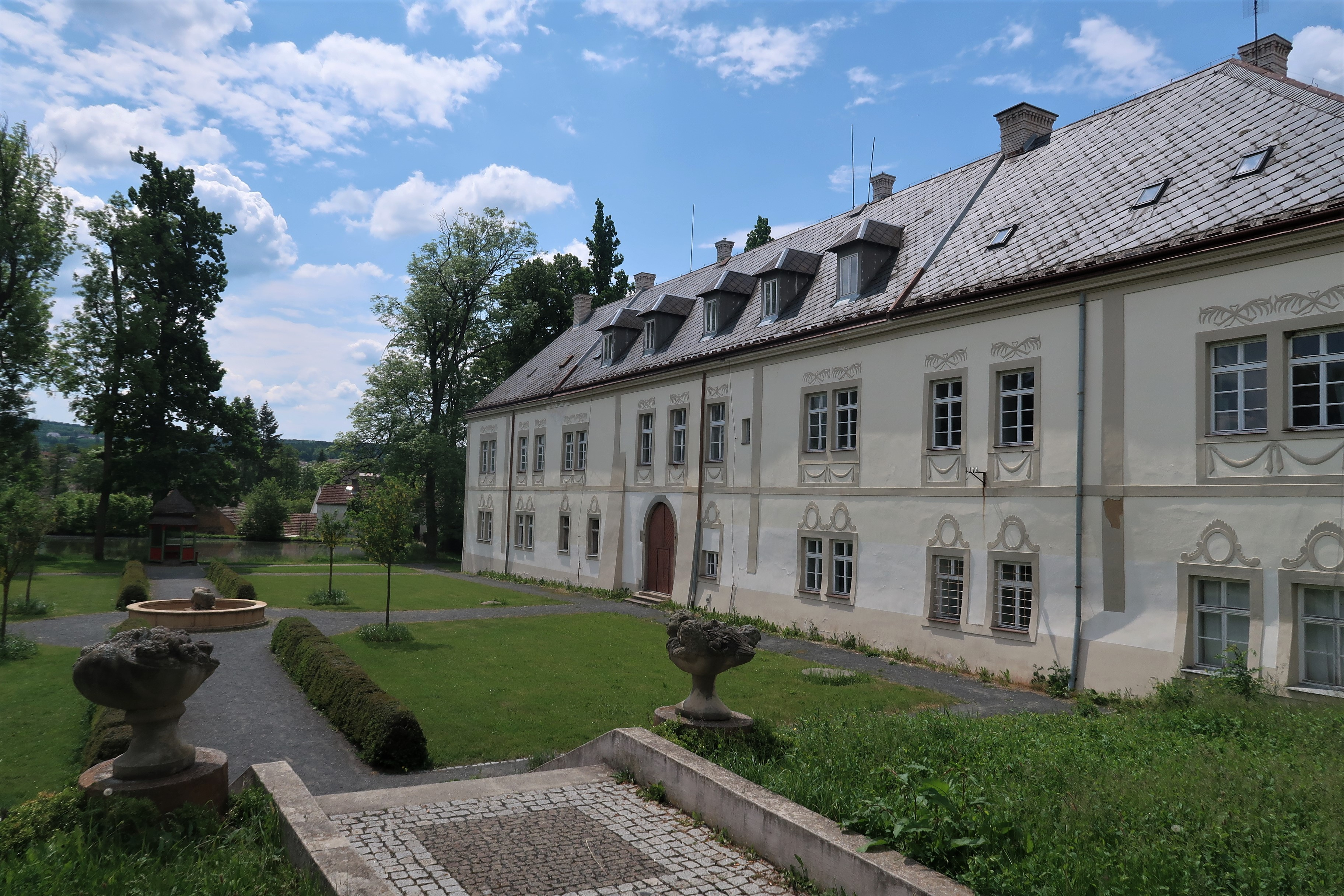
Východní křídlo zámku Spálené Poříčí se zahradou

Václav Ignác vlastnil zámek Spálené Poříčí. Na náměstí ve Spáleném Poříčí nechal postavit sochu sv. Jana Nepomuckého a za války o španělské dědictví zřídil v Poříčí manufakturu na výrobu pušek (1708). Podle smlouvy s dvorskou komorou měla dílna dodávat císařské armádě 12 000 pušek ročně.
Byl uznáván také pro svou erudici a historické znalosti, zejména v oblasti českých dějin. Český historik František Martin Pelcl a po něm Josef Schiffner ve svých životopisech Václava Vratislawa u příležitosti jeho turecké legační cesty, že vydání rukopisu připravil hrabě Václav Hynek Vratislav v roce 1727, z důvodů jeho úmrtí však k realizaci již nedošlo.
Václav Ignác hrabě Vratislav z Mitrovic zemřel 14. května 1727.

### Rodina
Václav Ignác byl od 10. února 1670 ženatý s Maxmilianou Františkou svobodnou paní Kocovou z Dobrše (1650 - 7. února 1708). Manželé měli několik synů a dcer, hraběcí linie však vyhasla s dětmi jeho mladšího syna Vratislava Maxmiliána.